# أزرق نيون
الأزرق النيوني (بالإنجليزية: Neon Blue)‏ هو أحد تدرجات اللون الأزرق السماوي.